# Beauty contest
Il beauty contest è un concetto sviluppato da John Maynard Keynes e introdotto nel capitolo 12 della sua Teoria generale dell'occupazione, dell'interesse e della moneta (1936), per spiegare le fluttuazioni dei prezzi nella borsa valori.
Con il termine beauty contest si indica anche una procedura attraverso la quale si giunge all'allocazione, in modo efficiente, di risorse a coloro che le possono utilizzare, attribuendo alle risorse stesse il maggior valore dal punto di vista economico e finanziario. Per permettere ciò, è preposta un'apposita commissione, incaricata di verificare la validità dei soggetti che partecipano all'operazione di allocazione delle risorse, al fine di individuare il soggetto che meglio risponde alle caratteristiche desiderate dal promotore dell'operazione.

## Storia
La prima applicazione del meccanismo del beauty contest è attribuita a John Maynard Keynes, il quale, al capitolo 12 della sua opera, Teoria generale dell'occupazione, dell'interesse e della moneta, cita appunto il beauty contest come strumento di intervento nell'economia.
Keynes descrisse l'azione di agenti razionali in un mercato usando un'analogia basata su un immaginario concorso indetto da un giornale nel quale fosse chiesto ai partecipanti di scegliere le sei "più belle" donne da un insieme di fotografie. Le persone che avessero scelto la faccia di maggior gradimento (cioè quella più votata dal totale dei partecipanti) avrebbero quindi potuto vincere un premio.
Una strategia ingenua sarebbe, per un partecipante, quella di scegliere le sei facce da lui considerate più belle. Ma un partecipante più astuto, che volesse massimizzare le possibilità di vincere un premio, dovrebbe pensare a qual è l'idea di bellezza della maggioranza della popolazione e quindi fare una scelta basata su un'inferenza della propria conoscenza sulla percezione comune. Questo ragionamento può essere portato un passo in avanti, al fine di prendere in considerazione il fatto che anche gli altri partecipanti faranno le proprie scelte non in base ai propri gusti ma tenendo conto della percezione collettiva della bellezza. Ragionamento che può essere nuovamente applicato e così via.
(Keynes,General Theory of Employment Interest and Money, 1936 (Teoria generale dell'occupazione, dell'interesse e della moneta))
Un esempio: Keynes prese come riferimento il comportamento assunto dai lettori di un mensile distribuito in Gran Bretagna, che offriva agevolazioni a coloro che avessero individuato la ragazza più bella, prescelta dall'editore secondo una serie di caratteristiche; trovò che la scelta cadde non tanto sulla ragazza che, a giudizio del lettore, risultasse la più bella, ma su quella ritenuta la più adeguata alle caratteristiche individuate dall'editore.
Il merito dell'intuizione di Keynes è stato certamente quello di prendere tale analisi e applicarla all'economia: Keynes riteneva che il comportamento all'interno del mercato azionario fosse simile a quello che avrebbero avuto i lettori della rivista britannica. L'implicazione risiede dunque nel fatto che il valore fondamentale delle azioni quotate nel mercato non dipende tanto dal valore in sé, ma piuttosto dall'insieme delle percezioni in relazione al valore delle azioni quotate, prevedendo una quotazione media delle singole percezioni, che avrebbero formato il valore dell'azione. Tale implicazione, che incontra ancora oggi una larga applicazione, era sconosciuta fino all'intuizione di Keynes: si riteneva infatti che il mercato azionario rispecchiasse fedelmente il valore effettivo delle azioni e che non ci fossero interventi ed alterazioni di tipo soggettivo.

## Caratteri
Il beauty contest si pone a metà strada tra l'asta e la licitazione privata.
L'asta ha la finalità di vendere il bene al miglior offerente, senza prendere in considerazione né le caratteristiche dell'offerente né della tipologia di offerta, come si fa invece nel beauty contest.
La licitazione privata è un particolare tipo di asta nella quale i soggetti vengono "invitati" a partecipare; tale partecipazione è aperta solo agli invitati stessi: il beauty contest è aperto a tutti, ma i soggetti con i quali aprire la trattativa devono rispettare determinate caratteristiche.
I caratteri generali e distintivi del beauty contest sono:
1. L'oggetto dell'operazione che può essere identificato, in via generale, in un Bene o un servizio;
2. L'individuazione delle caratteristiche predefinite[3] che possono riguardare:
  1. la situazione soggettiva (ad esempio, possono essere assegnatarie del bene solo imprese o solo persone fisiche);
  2. la situazione patrimoniale (ad esempio, viene stabilito che possono essere assegnatari solo coloro che dimostrino di avere un certo patrimonio);
  3. una serie di altre situazioni (come l'affidabilità del soggetto a detenere il bene o la sua capacità a massimizzare il valore del bene stesso).
3. L'analisi delle caratteristiche che gli assegnatari delle licenze devono possedere: si tenga presente che nel caso in cui il promotore dell'operazione sia un soggetto pubblico il compito di verificare la rispondenza del soggetto, che chiede l'assegnazione del bene attraverso l'operazione di beauty contest, deve essere assegnato ad un soggetto esterno;
4. L'allocazione delle risorse, che avviene con la consegna del bene o con l'esecuzione del servizio presso il soggetto assegnatario.

## Applicazione del beauty contest

### Applicazione nel settore delle telecomunicazioni
Il beauty contest è stato applicato in maniera massiccia per quanto riguarda il mercato delle telecomunicazioni, soprattutto nell'assegnazione delle licenze Umts in Italia, Gran Bretagna, Spagna, Svizzera e Norvegia.
Il beauty contest è stato utilizzato anche per l'assegnazione delle licenze Wi-Max, pressappoco in tutti gli stati europei, i quali hanno utilizzato il beauty contest, visto anche il grande successo ottenuto con la procedura.

#### Le licenze UMTS
Per esercitare e commercializzare i servizi di telefonia mobile di terza generazione, l'UMTS, è necessario ottenere una licenza da parte di un'autorità a ciò preposta. In ciascun Paese, secondo le propensioni di ognuno ed in coerenza con gli obiettivi prefissati, i governi hanno stabilito regole per il rilascio delle licenze UMTS. I principali meccanismi adottati sono essenzialmente tre: 
1. l'asta, utilizzata dai Paesi che intendevano allocare le risorse alle condizioni di mercato
2. la licitazione privata, utilizzata dai Paesi che intendevano allocare la risorse a determinati soggetti
3. il beauty contest, utilizzata per massimizzare la concorrenza ed il benessere dei consumatori.

#### Le licenze UMTS in Italia
In Italia, il processo di assegnazione delle licenze UMTS ha visto impegnato il Ministero delle comunicazioni, quale autorità pubblica e l'Agcom, quale autorità di regolamentazione nelle telecomunicazioni e quindi anche nel mercato della telefonia mobile, tra il 24 agosto 2000 e il 7 dicembre dello stesso anno, al fine di completare l'iter di assegnazione delle licenze, in modo da rendere valide le stesse dal primo gennaio 2002.
Il rilascio delle licenze in Italia è stato basato sul meccanismo del beauty contest, articolata in tre diverse fasi: 
1. presentazione delle domande di partecipazione;
2. individuazione dei soggetti ammessi con l'analisi dei piani tecnici ed economici-finanziari;
3. svolgimento della gara vera e propria, con la presentazione di offerte per essere assegnatario delle licenze UMTS.

Il 22 dicembre 1999 il consiglio dell'Autorità per le Garanzie nelle Comunicazioni ha approvato il regolamento per il rilascio delle licenze UMTS: il percorso è stato organizzato in diverse tappe nel corso dell'anno 2000, con tempi relativamente brevi, secondo la seguente tabella.
| Data       | Evento                                                          |
| ---------- | --------------------------------------------------------------- |
| 24.08.2000 | Scadenza presentazione domande di partecipazione                |
| 02.09.2000 | Il ministero comunica gli ammessi alla gara                     |
| 11.09.2000 | Scadenza presentazione piani tecnici ed economico-finanziari    |
| 22.09.2000 | Il ministero comunica gli ammessi alla gara tecnico-commerciale |
| 02.10.2000 | Parte la gara vera e propria                                    |
| 19.10.2000 | Inizia la fase dei rilanci                                      |
| 15.11.2000 | Pubblicazione della graduatoria                                 |
| 07.12.2000 | Rilascio delle licenze UMTS                                     |
| 01.01.2002 | Inizio validità delle licenze                                   |
| 30.06.2004 | Obbligo di copertura dei capoluoghi di regione                  |
| 01.01.2006 | Possibilità di cessione delle licenze                           |
| 01.01.2007 | Obbligo di copertura dei capoluoghi di provincia                |
| 31.12.2016 | Scadenza delle licenze UMTS                                     |

Sono state previste cinque licenze, da assegnare mediante beauty contest e seguendo il criterio dell'offerta economicamente più vantaggiosa. Il numero è stato deciso tenendo conto degli obiettivi di efficienza delle imprese assegnatarie e delle esigenze del mercato, considerando irrinunciabile il carattere competitivo e concorrenziale del mercato della telefonia mobile. Attraverso la procedura del beauty contest, si è giunti dunque ad assegnare le licenze d'uso per la telefonia di terza generazione, limitando tali licenze a soli cinque assegnatari.
Il bando di gara, che prevede il rilascio delle licenze individuali per l'installazione e l'esercizio di sistemi di comunicazioni mobili di terza generazione attraverso beauty contest, è stato approvato con regolamento del consiglio dell'Autorità per le Garanzie nelle Comunicazioni, il 22 dicembre 1999, con delibera n. 410, dalla quale si evince, che agli aggiudicatari saranno assegnati, con decorrenza 1º gennaio 2002, 2x10 MHz dello spettro simmetrico e 5 MHz dello spettro asimmetrico. Ciascun partecipante non può aggiudicarsi più di una licenza; il regolamento continua puntualizzando che i partecipanti alla gara sono tenuti a dichiarare nella domanda di partecipazione, a pena di esclusione, quale standard della famiglia Imt-2000 intendono adottare.
Il regolamento prevede inoltre che la durata delle licenze di cui al bando di gara è di 15 anni dal 1º gennaio 2002 ed a partire da tale data, le licenze dovranno divenire esecutive entro 30 mesi per la copertura UMTS dei capoluoghi di regione ed entro gli ulteriori 30 mesi per la copertura UMTS dei capoluoghi di provincia. 
L'importo minimo previsto dal regolamento per partecipare alla gara finale è stato fissato in 4.000 miliardi di lire italiane, oltre 2 miliardi di euro. La graduatoria è stata approvata dal comitato dei ministri per l'UMTS, una volta analizzati i piani tecnici ed economici-finanziari e sulla base della graduatoria delle cinque offerte più valide come risultanti dall'ultima tornata di gara. La graduatoria approvata, prevede, appunto, l'assegnazione delle cinque licenze così come previsto dal regolamento dell'Autorità. I concorrenti che hanno presentato la manifestazione di interesse per la gara UMTS sono otto: Andala, Anthill, Blu, IPSE2000, Omnitel, TIM, Tu mobile, Wind.
| Consorzio | Soci |
| --------- | --- |
| Andala    | Hutchison Whampoa, Tiscali, Cir, Sanpaolo IMI, Hdp, Gemina                                                    |
| Anthill   | Privati |
| Blu       | Autostrade, British Telecom, Distacom, Edizione Holding, Mediaset, BNL, Italgas, Palatinus gruppo Caltagirone |
| IPSE2000  | Telefónica, TeliaSonera, Banca di Roma, Atlanet, GoldenEgg, Xera, e-Planet                                    |
| Omnitel   | Vodafone, Bell Atlantic                                                                                       |
| TIM       | Telecom Italia                                                                                                |
| Tu Mobile | Tu – Tlc Utilities gruppo Atitalia                                                                            |
| Wind      | Enel, France Télécom                                                                                          |

Come si diceva in precedenza, le licenze assegnate sono state cinque, come di seguito indicato.
| Assegnatario delle licenza | Importo (in miliardi di lire) |
| -------------------------- | ----------------------------- |
| Omnitel Pronto Italia      | 4.740                         |
| Ipse 2000 Atlanet          | 4.730                         |
| Wind Italia                | 4.700                         |
| Andala 3G                  | 4.700                         |
| Telecom Italia Mobile      | 4.680                         |

### Applicazione nel settore dei trasporti
Il beauty contest è stato applicato anche nel settore dei trasporti e soprattutto per la privatizzazione di Ferrovie dello Stato e di Alitalia: per quanto riguarda Alitalia, in particolare, il Ministero del Tesoro, ha promosso, nel febbraio 2007, un procedimento per l'assegnazione della partecipazione maggioritaria. A tale procedimento hanno partecipato AP Holding, che controlla Air One, i russi di Aeroflot, “spalleggiati” da UniCredit Banca Mobiliare e gli americani del fondo Tpg, con al loro fianco Matlin Patterson e Mediobanca. I tre contendenti sarebbero stati ammessi al data room del 27 maggio 2007.
Curiosa quanto affascinante la proposta di Aeroflot, di far diventare Alitalia la quinta “a” del lusso italiano, insieme ad abbigliamento, alimentazione, arredamento, arte: Aeroflot avrebbe dunque fatto di Alitalia una vera e propria costola di superlusso del grande colosso mondiale, con posti di sola prima classe e sistemi all'avanguardia, non solo dal punto di vista tecnologico, ma anche dal punto di vista dell'arredamento interno e del servizio ai clienti.
Il Ministero dell'Economia, dopo il data room del 27 maggio 2007 ha tuttavia aperto le porte ad altri potenziali acquirenti delle quote di partecipazione, fissando ad agosto 2007 il termine ultimo entro il quale chi fosse stato interessato avrebbe potuto presentare la propria manifestazione di interesse.
Nel giugno 2007 vi è stato il ritiro della russa Aeroflot e del fondo americano Tpg e, nell'agosto dello stesso anno, Air France-KLM ha presentato la propria manifestazione di interesse per l'acquisto delle partecipazioni di Alitalia. Come è ben noto, dopo un'attenta e lunga analisi dei piani tecnici ed economico-finanziari, il partner scelto è stato dapprima Air France-KLM, poi Air One.

## Asta vs. beauty contest

### Le determinanti della scelta
L'asta, essenzialmente, contiene informazioni circa la disponibilità a pagare dei partecipanti all'asta e, di conseguenza, il governo può ottenere informazioni altrimenti non disponibili.
L'asta, inoltre, permette di massimizzare la vendita di licenze, acquisendo risorse utilizzabili per l'utilità sociale e per il bene comune; il beauty contest, al contrario, rischia di sperperare risorse allocando le licenze ad un prezzo molto inferiore al loro valore reale.
L'asta però pone l'enfasi esclusivamente sul prezzo generandosi la competizione tra i diversi concorrenti partecipanti all'asta. Ed è proprio il prezzo a preoccupare gli oppositori del meccanismo d'asta ritenendo infatti che queste abbiano l'effetto di aumentare i prezzi al consumo e di ridurre gli investimenti.
Il vantaggio del beauty contest deriva dal fatto di permettere l'allocazione in modo efficiente, rispettando le caratteristiche prestabilite.

### Profili problematici nella scelta tra asta e beauty contest
La differenza tra aste e beauty contest non è così marcata: anche ai partecipanti alle aste è talvolta richiesto di possedere un insieme di caratteristiche tecniche e finanziarie così come anche nel beauty contest può essere previsto l'utilizzo di criteri basati sul prezzo.
La differenza principale risiede nell'enfasi data al prezzo: nell'asta le offerte competitive sono cruciali, mentre ciò non accade nel beauty contest.

### Riferimenti bibliografici
- Bassanini A., Leporelli C., Reverberi P., L'evoluzione della struttura dei mercati di telecomunicazione e il suo impatto sulle forme di regolamentazione, in “L'industria”, a. XXII, n. 3, 2001
- Binmore K., Klemperer P., The biggest auction ever: the sale of the British 3G Telecom Lecence, in “The Economic Journal”, n. 112, 2002
- Cabral L., Economia Industriale, Carocci Editore, Roma, 2002. ISBN 978-88-430-2094-2
- Cambini C., Ravazzi P., Valletti T., Il mercato delle telecomunicazioni. Dal monopolio alla liberalizzazione negli Stati Uniti e nella Ue, Il Mulino, Bologna, 2003. ISBN 978-88-15-09344-8
- Cambini C., Valletti T., I mercati della comunicazione nell'era digitale, Il Mulino, Bologna, 2002. ISBN 978-88-15-08833-8
- Doni N., L'interazione fra competizione e regolazione nell'aggiudicazione mediante gara di una concessione, in "The Journal of the Italian Economic Association", anno VIII, n. 1, 2003
- Jehiel P., Moldovanu B., The European UMTS/IMT-2000 License Auctions, in “EconPapers”, 2001
- Klemperer P., Why every economist should learn some Auction Theory, paulklemperer.org, 2001
- Klemperer P., What really matters in auction design, in “Journal of Economic Perspectives”, v. 16, n. 1, 2002
- Klemperer P., The wrong culprit for telecom trouble, Financial Times, Tuesday November 26 2002
- Parisio L., Meccanismi d'asta, Carocci Editore, Roma, 1999. ISBN 978-88-430-1262-6
- Patrone F., Beauty contest: game form e preferenze di gioco, Università degli Studi di Genova, 19 marzo 2007
- PecForum, Le licenze Umts in Italia ed in Europa, 2001
- Ravazzi P., Valletti T., Le telecomunicazioni in Gran Bretagna, in "Politica Economica", anno XV, n. 3, 1999
- Ravazzi P., Cambini C., Valletti T., Regolamentazione e mercato nelle telecomunicazioni, Carocci Editore, Roma, 2000. ISBN 978-88-430-1629-7
- Scandizzo P.L., Ventura M., Bids for the Umts system: an empirical evaluation of the Italian case, in “EconPapers”, 2001

### Norme e regolamenti
- Legge 31 luglio 1997, n. 249. Istituzione dell'Autorità per le garanzie nelle comunicazioni e norme sui sistemi delle telecomunicazioni e radiotelevisivo
- Decreto Legislativo 1º agosto 2003, n. 259. Codice delle comunicazioni elettroniche
- Decreto del Presidente della Repubblica 19 settembre 1997, n. 318. Regolamento per l'attuazione di direttive comunitarie nel settore delle telecomunicazioni
- Delibera Agcom n. 85/98/CONS. Condizioni economiche di offerta del servizio di telefonia vocale
- Delibera Agcom n. 410/99. Regolamento relativo alla procedura di autorizzazione per il rilascio delle licenze individuali per i sistemi di Comunicazioni mobili di terza generazione
- Direttiva 97/33/CE. Interconnessione nel settore delle telecomunicazioni e finalizzata a garantire il servizio universale e l'interoperabilità attraverso l'applicazione dei principi di fornitura di una rete aperta
- Direttiva 2002/19/CE. Accesso alle reti di comunicazione elettronica e alle risorse correlate, e all'interconnessione delle medesime
- Direttiva 2002/20/CE. Autorizzazioni per le reti e i servizi di comunicazione elettronica
- Direttiva 2002/21/CE. Quadro normativo comune per le reti ed i servizi di comunicazione elettronica
- Direttiva 2002/22/CE. Servizio universale e diritti degli utenti in materia di reti e di servizi di comunicazione elettronica
- Regolamento (CE) n. 717/2007. Roaming sulle reti pubbliche di telefonia mobile all'interno della Comunità